# Doraemon, el gladiador
Doraemon, el gladiador (ドラえもん のび太とロボット王国, Doraemon Nobita to robotto kingudamu?, Doraemon. Nobita y el reino de los robots) es una película de la franquicia Doraemon. Fue estrenada el 9 de marzo de 2002 en Japón y el 27 de agosto de 2004 en España. Se basa en la historieta larga homónima, número 22 de la subserie Dai chōhen Doraemon.

## Trama
Doraemon y sus amigos conocen a un misterioso chico robot malherido luego de que Nobita accidentalmente ordenara varios robots a través de una máquina y de que fuera atacado por el nuevo perro robot de Suneo. Para poder arreglarlo, deciden viajar a través de un tiempo hacia su mundo atravesando un peligroso agujero espacio temporal del cual logran viajar con éxito, pero Doraemon pierde la mayoría de sus inventos al intentar esquivar a un guardia robot que decidió atacarles. 
Doraemon y sus amigos se hospedan en la casa del Dr.Chapek, el cual los recibe y les avisa de que tengan cuidado, pues la Reina Janu y su comandante Dester han ordenado una orden para eliminar las emociones de todos los robots del reino, y los cuales tienen capturada a María, la madre de Poko. Poko logra recuperarse y huye por la noche para buscar a su madre en la ciudad, en donde es perseguido por el ejército de la Reina. El grupo va en busca del chico robot, pero Doraemon es inmediatamente capturado luego de rescatarlo.
En la fábrica para quitar los sentimientos de los robots, Dexter se da cuenta de que a diferencia de los otros robots, Doraemon no es de su planeta, y lo obliga a luchar en el coliseo de gladiadores, encerrando al gato robot en los calabozos junto a María hasta el día de su batalla, en donde Doraemon la conoce y descubre la razón de porque Janu odia a los robots; estas se deben a la muerte de su padre al sacrificarse por un robot trabajador y a la negativa influencia que Dester tuvo en ella tras su perdida convenciéndola de que los robots fueron los responsables de su fallecimiento. En el coliseo, Doraemon a duras penas logra derrotar a Kongfighter, el robot más poderoso del reino, y en una distracción huyen del coliseo para ir hacia el Valle de Arco Iris, un lugar idílico en donde conviven humanos y robots.
Sin saberlo, la Reina Janu y su ejército persiguen al grupo gracias a un transmisor que puso en el casco de Doraemon, pero Dester decide traicionarla y controla a uno de sus androides robot para tirarla por un barranco sin fondo, y convenciendo al congreso para proclamarse como el nuevo rey en su ausencia, pero es rescatada por Poko cuando esta malherida y es llevada al Valle del Arco Iris, en donde se recupera y se reforma al ver la convivencia de robots y humanos en el valle y decide retirar la cruel ley.
Una vez que llegan al palacio, y viendo que Janu sigue viva, Dester toma a María como rehén y ataca a todos los protestantes usando el castillo para aplastarlos. Para combatirlo, Nobita controla un robot gigante que decoraba el coliseo y logra destruir algunas piernas del castillo haciendo que caiga al perder equilibrio. Aprobechando esto, Doraemon usa su cabeza metálica para meterse en el castillo y golpea la cabeza de Dester, quien antes de desmayarse activa un cohete en la torre en donde están para chocarse y explotar contra la luna del planeta. Gracias a la máquina teletransportadora y el localizador interno de Poko, logran salvarse todos y detienen a Dester por sus crímenes, revelando que el era el hermano menor Dr. Capek. La película acaba con Janú retirando la cruel ley con planes de mejorar su reino y con Doraemon y sus amigos volviendo a su mundo.

## Equipo de producción
- Original - Fujiko F. Fujio
- Screenplay - Nobuaki Kishima
- Director - Tsutomu Shibayama
- Producción importante - Shin-Ei Animación
- Distribuido por - Toho

| Personaje                                    | Voz                             |
| -------------------------------------------- | ------------------------------- |
| Doraemon                                     | Nobuyo Ōyama                    |
| Nobita Nobi                                  | Noriko Ohara                    |
| Shizuka Minamoto                             | Michiko Nomura                  |
| Takeshi "Gigante" Goda                       | Kazuya Tatekabe                 |
| Suneo Honekawa                               | Kaneta Kimotsuki                |
| Poko                                         | Houko Kuwashima                 |
| Emperatriz Janu                              | Chiharu Niiyama                 |
| María                                        | Toshiko Fujita                  |
| Doctor Chapek                                | Takanobu Hozumi                 |
| Kururimpa                                    | Masako Nozawa                   |
| Onabe                                        | Rikako Aikawa                   |
| Robbie                                       | Banjō Ginga                     |
| Alice                                        | Omi Minami                      |
| Kongfighter                                  | Daisuke Gōri                    |
| Troya                                        | Nobuo Tobita                    |
| Connick                                      | Konishiki Yasokichi             |
| Dester                                       | Shūichirō Moriyama              |
| Soldados Androide                            | Jūrōta KosugiToshihiko Nakajima |
| Navegador de la Máquina del tiempo           | Kazuko Sugiyama                 |
| Gonsuke                                      | Cubo Shimada                    |
| Empleada de los grandes almacenes del futuro | Mari Maruta                     |
| Tamako Nobi                                  | Sachiko Chijimatsu              |

## Música
- Doraemon Ningún Uta (tema de apertura)
- Hitori janai ~ Seré Allí~ por KONISHIKI y Niiyama Chiharu
- Isshoni Arukou ~Excursionismo A Sol~ por KONISHIKI (acabando tema)